# Parapilinurgus inexpectatus
Parapilinurgus inexpectatus är en skalbaggsart som beskrevs av Krajcik 2010. Parapilinurgus inexpectatus ingår i släktet Parapilinurgus och familjen Cetoniidae. Inga underarter finns listade i Catalogue of Life.